# Buysmania
Buysmania är ett släkte av steklar. Buysmania ingår i familjen brokparasitsteklar.
Kladogram enligt Catalogue of Life:
| Buysmania | \| \| Buysmania oxymora \| \| \| \| \| \| Buysmania oxymoroides \| \| \| \| |
|           | \| \| Buysmania oxymora \| \| \| \| \| \| Buysmania oxymoroides \| \| \| \| |
|           | Buysmania oxymora                                                           |
|           |                                                                             |
|           | Buysmania oxymoroides                                                       |
|           |                                                                             |